# Zgromadzenie Najświętszego Serca Jezusowego z Bétharram
Zgromadzenie Najświętszego Serca Jezusowego z Bétharram, potocznie ojcowie z Bétharram – katolickie męskie zgromadzenie zakonne na prawie papieskim założone w 1832 przez św. Michała Garicoïts.
Do 2011 w użyciu była dłuższa nazwa Zgromadzenie Ojców Najświętszego Serca Jezusowego z Bétharram. Krótsza nazwa została wprowadzona na prośbę kapituły generalnej zgromadzenia i zaaprobowana przez Stolicę Świętą.

## Historia
Po rewolucji francuskiej w latach 1789–1799, w wyniku której doszło do drastycznych zmian kulturowych i społecznych we Francji, naglącą potrzebą okazała się wzmożona akcja reewangelizacyjna, z czym wiązały się starania biskupów o budzenie powołań do kleru diecezjalnego oraz zakonów. Wielu kapłanów i osób konsekrowanych zostało zamordowanych lub zmuszonych do wyjazdu z Francji. Diecezja Bajonny w metropolii Auch (obecnie Bordeaux) posiadała w miejscowości Bétharram wyższe seminarium duchowne. W 1827 profesorem filozofii w Bétharram został ks. Michał Garicoïts. Przekonany o potrzebie powstania nowego zgromadzenia misyjnego, założył on w 1835 stowarzyszenie księży do pracy misyjnej. Za patronat księża ci wybrali Najświętsze Serce Pana Jezusa, stąd pierwotna nazwa – Zgromadzenie Ojców od Najświętszego Serca Pana Jezusa. Przez szereg lat zgromadzenie napotykało na szereg trudności, stwarzanych przez miejscowego biskupa diecezjalnego. Dopiero 30 lipca 1875 zakonnicy otrzymali dekret pochwalny z Rzymu, zaś oficjalne zatwierdzenie na prawie papieskim nastąpiło 5 września 1877.
Początkowo zgromadzenie prowadziło dom fromacyjny dla młodzieży w Bétharram, do którego rodzice oddawali swoje dzieci, prosząc o ich katolickie wychowanie i wykształcenie. Wraz z baskijskimi imigrantami ojcowie z Bétharram wyjeżdżali do Ameryki Łacińskiej, zakładając placówki misyjne w Argentynie, Urugwaju, Paragwaju i Brazylii. W XX wieku powstały wspólnoty klasztorne we Włoszech, Hiszpanii, Belgii, Wielkiej Brytanii i Chinach (Junnan). Obecnie zgromadzenie posiada również klasztory w Wybrzeżu Kości Słoniowej, Republice Środkowoafrykańskiej, Izraelu, Palestynie, Indiach, Tajlandii i Wietnamie. W 2014 zgromadznie liczyło 326 zakonników (223 kapłanów) w 68 klasztorach.

## Przełożeni generalni
| Lp  | generał                | urząd     | narodowość |
| --- | ---------------------- | --------- | ---------- |
| 1.  | Michel Garicoïts       | 1841-1863 | Francja    |
| 2.  | Jean Chirou            | 1863-1873 | Francja    |
| 3.  | Augusto Etchécopar     | 1873-1897 | Francja    |
| 4.  | Victor Bourdenne       | 1897-1909 | Francja    |
| 5.  | Pierre Estrate         | 1909-1910 | Francja    |
| 6.  | Hippolyte Paillas      | 1911-1935 | Francja    |
| 7.  | Denis Buzy             | 1935-1958 | Francja    |
| 8.  | Joseph Mirande         | 1958-1969 | Francja    |
| 9.  | Giovanni Trameri       | 1969-1975 | Włochy     |
| 10. | Pierre Grech           | 1975-1987 | Francja    |
| 11. | Terence Sheridan       | 1987-1993 | Anglia     |
| 12. | Francesco Radaelli     | 1993-2005 | Włochy     |
| 13. | Gaspar Fernandez Perez | 2005-2017 | Hiszpania  |
| 14. | Gustavo Eduardo Agín   | od 2017   | Argentyna  |

## Biskupi wywodzący się ze zgromadzenia
| biskup                 | diecezja (lata)                                                                               | narodowość |
| ---------------------- | --------------------------------------------------------------------------------------------- | ---------- |
| Lucien Bernard Lacoste | Dali w Chinach (1948-1983 de facto do 1950), Chiang Mai w Tajlandii (administrator 1959-1975) | Francja    |
| Claudio Silvero Acosta | Coronel Oviedo w Paragwaju (1976-1998), Encarnación (pomocniczy 1998-2014)                    | Paragwaj   |
| Ignacio Gogorza        | Coronel Oviedo w Paragwaju (1998-2001), Ciudad del Este (2001-2004), Encarnación (2004-2014)  | Hiszpania  |
| Vincent Landel         | Rabat w Maroku (arcybiskup 2001-2017)                                                         | Francja    |

## Własne wspomnienia liturgiczne
| Data        | celebracja              | stopień                         |
| ----------- | ----------------------- | ------------------------------- |
| 14 maja     | św. Michała Garicoïts   | uroczystość                     |
| 28 lipca    | Matki Bożej z Bétharram | święto, w Bétharram uroczystość |
| 25 sierpnia | św. Marii Baouardy OCD  | wspomnienie                     |
| 26 sierpnia | św. Joanny Bichier FDLC | wspomnienie                     |